# Щипка за пране
Щипката за пране е специален вид приспособление за простиране на изпрани дрехи посредством защипването им на въже. Освен дрехи с тях могат да се защипват и други предмети. Съществува голямо разнообразие в цветовете, големината и материалите от които се изработват щипките.
Обикновените щипки за пране са направени или от дърво, или от пластмаса, с малка пружина по средата. Този дизайн е изобретен от Дейвид Смит през 1853 година и подобрен от Солъм Мор през 1887 година.
Една известна щипка за пране е скулптурата на Клас Олденбург във Филаделфия. Има и 5-футова такава в гробище във Вермонт.